# 三本槍岳
三本槍岳（さんぼんやりだけ）は、福島県西白河郡西郷村と栃木県那須塩原市との境界にある山である。標高1,916.9m。那須岳の最高峰。一等三角点「三倉山（みくらやま）」設置。日光国立公園に属する。

## 山の概要
奥羽山脈の南端に位置する。朝日岳・茶臼岳・南月山・黒尾谷岳とともに那須五岳を構成しておりその北端である。活動時期は約30万年前（約36〜27万年前）。太平洋に流れる阿武隈川、那珂川の源流部にあたり、また、山頂から400mほど北のピークは日本の中央分水嶺となっており、日本海側の新潟市に向かって流れる阿賀川（大川）の支流の源流部になっている。
山頂の北西に爆裂火口底に水をたたえた、周囲約450mの鏡ヶ沼があり、クロサンショウウオ、モリアオガエルが生息している。
山頂からは、南に急峻な容姿の朝日岳、周囲とは雰囲気が違う噴煙をあげる茶臼岳、西に中央分水嶺で栃木県と福島県境の流石山・大倉山・三倉山、北に遠く飯豊山・磐梯山・吾妻山が見渡せる。

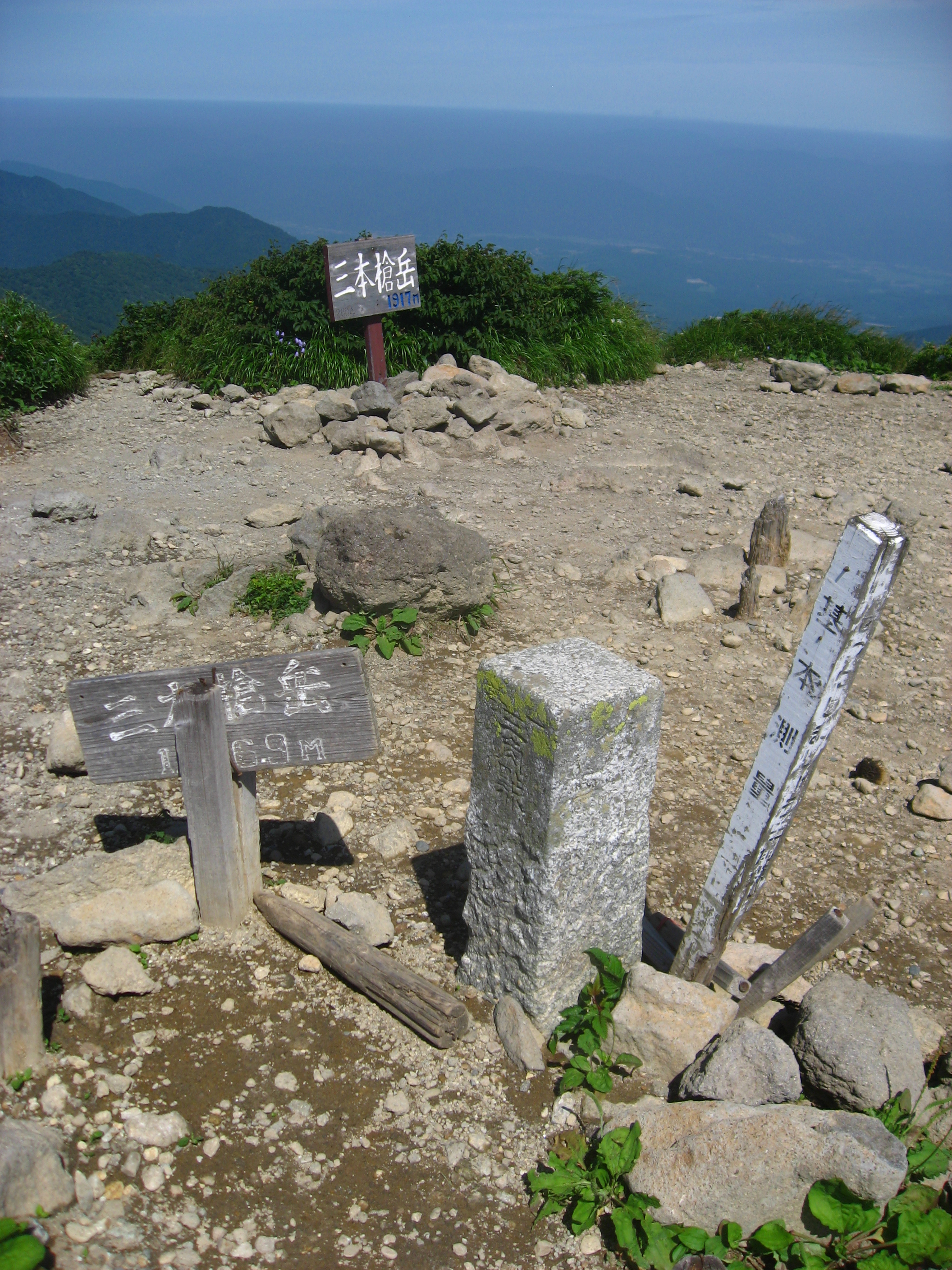
三本槍岳の一等三角点「三倉山」
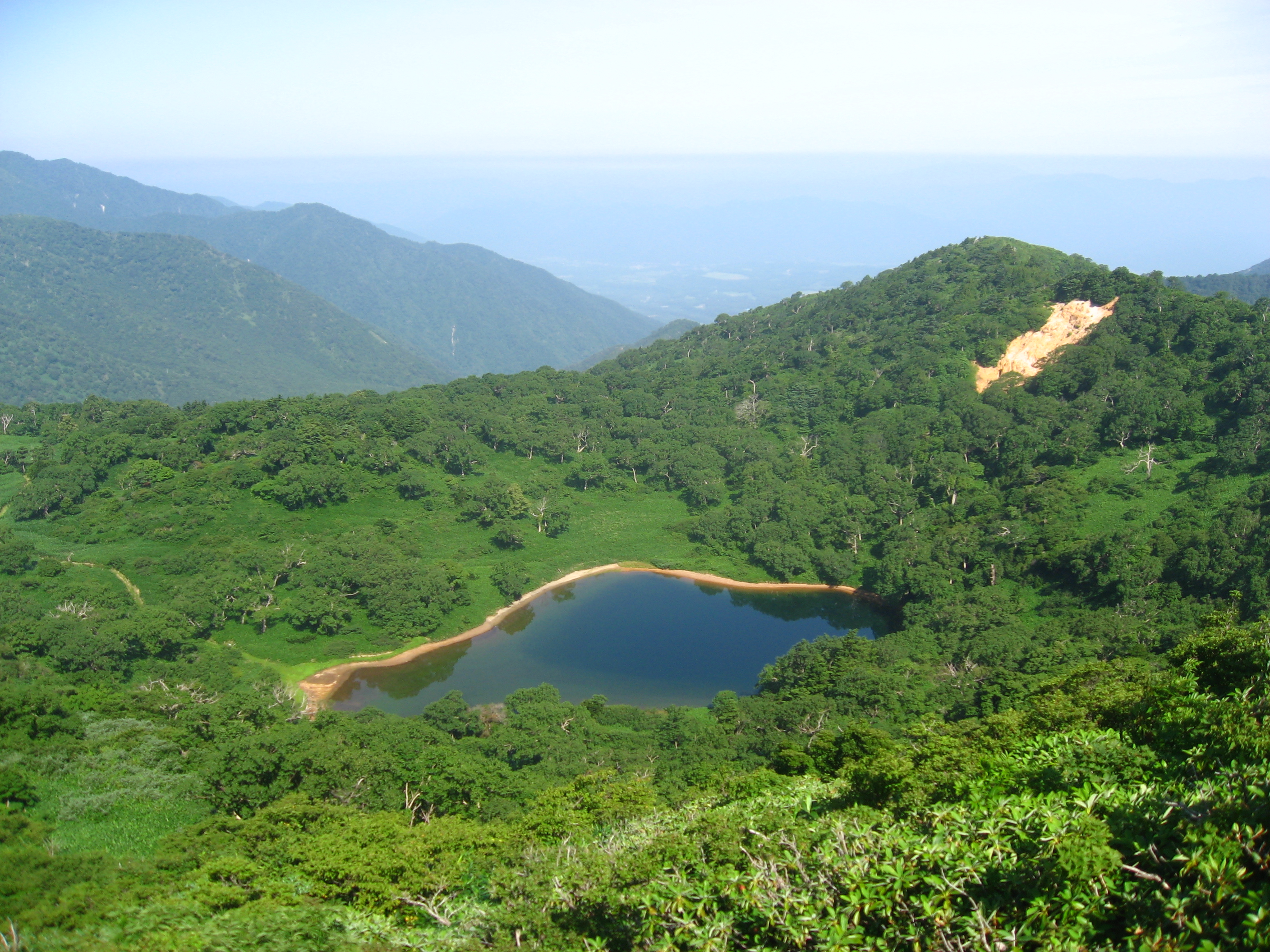
山頂から北西にある爆裂火口湖「鏡ヶ沼」
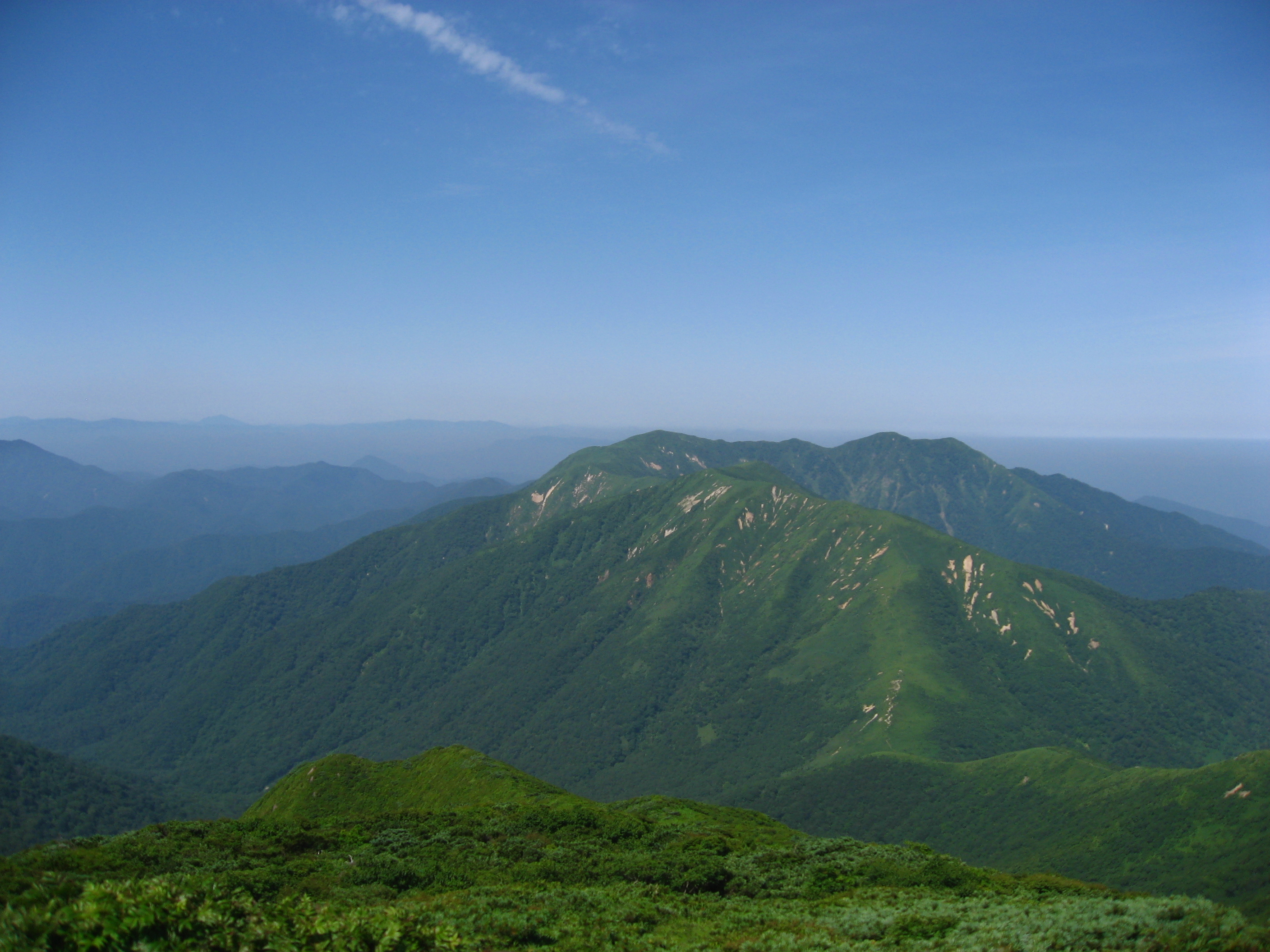
山頂から西側の流石山、大倉山、三倉山方面
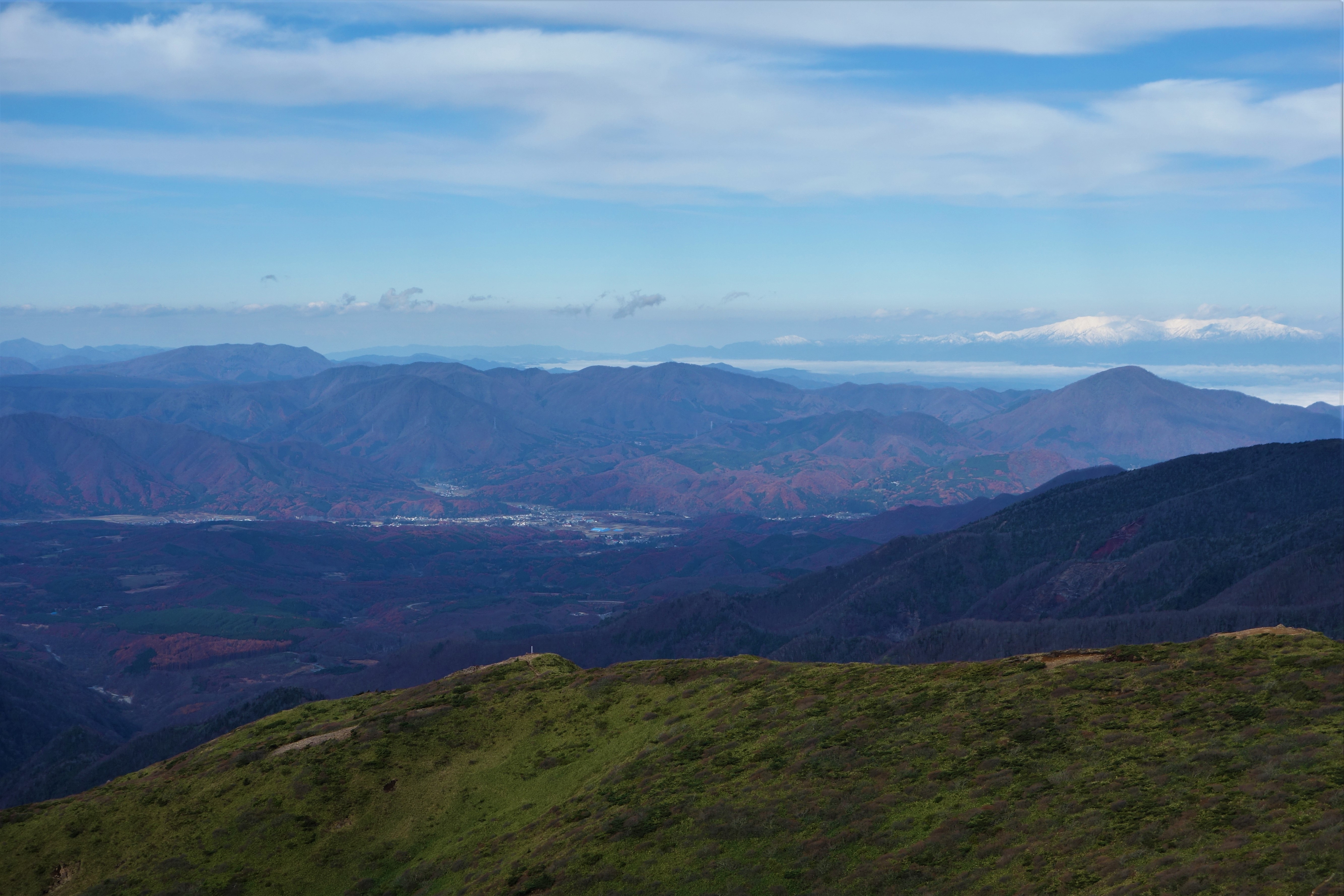
三本槍岳から紅葉の下郷町と雪の飯豊山

## 山名の由来
「三本槍岳」という名の由来として、昔、この山頂の領地がはっきりしないため、会津藩、那須藩、黒羽藩の3藩が領地を確認するため定期的に集まって槍を立てた故事による、という説明がなされることがある。また、当事者を白河藩とする場合もあり、この場合は1627年（寛永4年）以降ということになる。
明治後期には知られた地名発祥伝承であったようあるが、この説を裏付ける近世の資料は確認されていない。明治初年の地図では「三方槍（さんぼんやり）」と表記するものもある。

## アプローチ
栃木県側
- 那須の峠の茶屋、峰の茶屋、朝日岳、熊見曽根、清水平を経て山頂。

福島県会津側
- 南会津郡下郷町の国道121号の八幡橋の分岐から十文字集落、観音沼森林公園を経由して大峠林道終点手前の駐車場まで、車道を約16.2km。
  - 駐車場から大峠林道終点、鏡ヶ沼分岐、鏡ヶ沼、中央分水嶺の稜線の「尾根上の分岐」を経て山頂まで約4km、約2時間20分。鏡ヶ沼分岐から大峠（旧会津中街道の大峠）を経て山頂までのコースがあり、登山路、下山路として組み合わせることができる。